# 伊豆山 (熱海市)
座標: 北緯35度7分2秒 東経139度4分42秒 / 北緯35.11722度 東経139.07833度
伊豆山（いずさん）は、静岡県熱海市にある地区である。

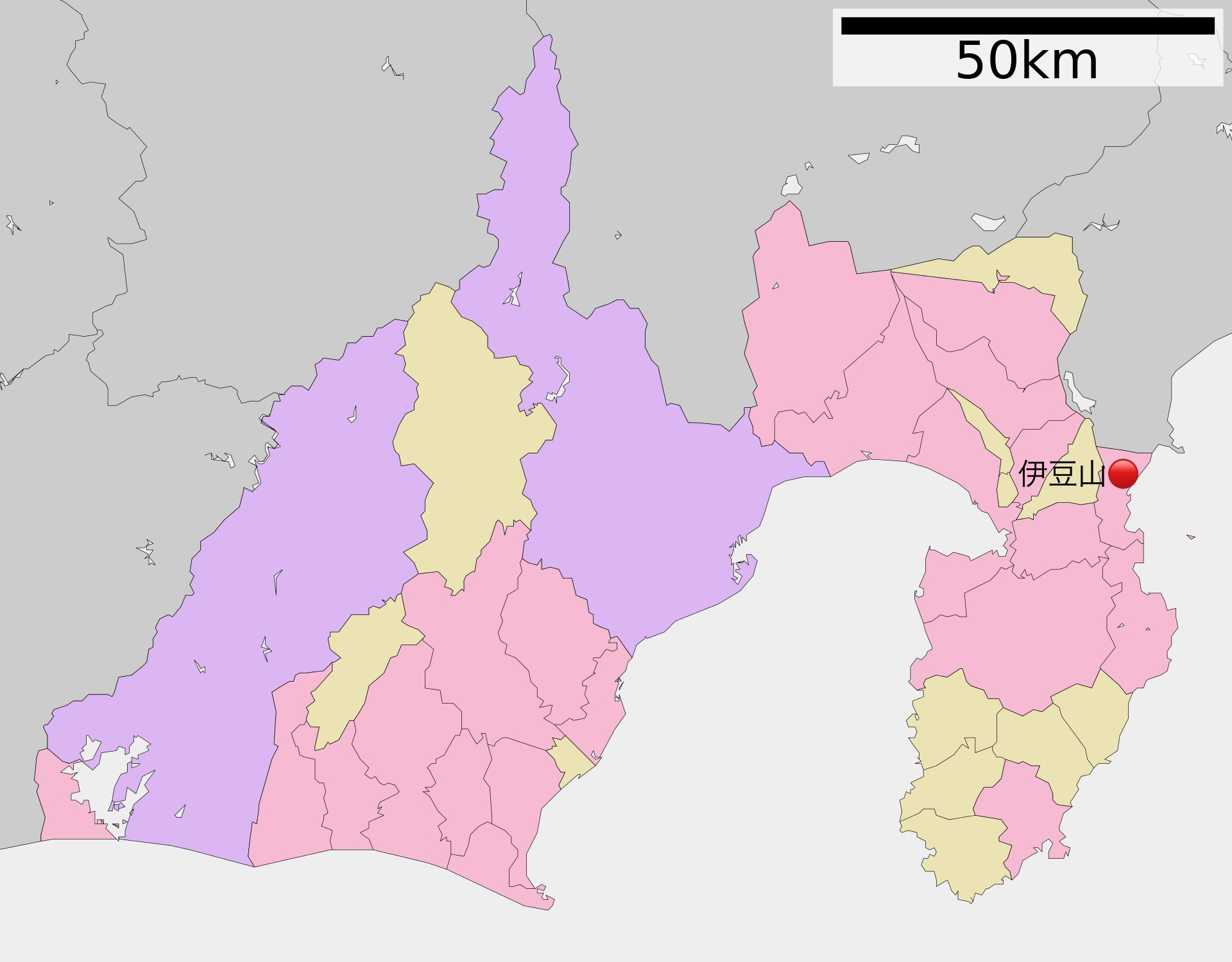
伊豆山の位置

## 概要
伊豆山神社と伊豆山温泉（走り湯）を中心とした地区。北部山側の七尾（ななお）、北部海側の東伊豆山・稲村、中心部の仲道（なかみち）・浜、南方山側の岸谷（きだに）などに分かれる。また、ほぼ同程度の北緯に位置する西方の内陸地域である熱海駅裏の北部（熱海倶楽部ゴルフ場・鉢アラク別荘地周辺）、来宮駅裏北部の土沢（とさわ）地区、姫の沢公園、そして伊豆山神社のルーツでもある十国峠（日金山）の日金山東光寺なども、住所上は「伊豆山」に含まれている。
2021年（令和3年）7月3日、梅雨前線に伴う豪雨の影響で地内の逢初川で大規模な土石流が発生した。

## 気候
熱海市での土砂災害を受け、熱海市立伊豆山小学校の敷地内、北緯35度6.9分 東経139度5.0分 / 北緯35.1150度 東経139.0833度（標高144メートル）の地点に気象庁のアメダスによる観測点が設置され、2021年7月7日19時40分から気温・降水・風の観測を観測した。当時伊豆山に最も近い気象庁の観測点であった熱海市網代に代わり、被災地にアメダスを設置することで、復興活動等への貢献が期待された。設置期間は当初「当面の間」とされたが、2024年1月25日正午を以て観測を終了した。観測期間が短かったため、平年値は算出されないが、参考として以下に2023年の気象データを掲げる（ただし、最高気温・最低気温の極値に関しては観測開始から観測終了までのものである）。
| 熱海伊豆山の気候                                       | 熱海伊豆山の気候 | 熱海伊豆山の気候 | 熱海伊豆山の気候 | 熱海伊豆山の気候 | 熱海伊豆山の気候 | 熱海伊豆山の気候 | 熱海伊豆山の気候 | 熱海伊豆山の気候 | 熱海伊豆山の気候 | 熱海伊豆山の気候 | 熱海伊豆山の気候 | 熱海伊豆山の気候 | 熱海伊豆山の気候 |
| 月                                                     | 1月              | 2月              | 3月              | 4月              | 5月              | 6月              | 7月              | 8月              | 9月              | 10月             | 11月             | 12月             | 年               |
| ------------------------------------------------------ | ---------------- | ---------------- | ---------------- | ---------------- | ---------------- | ---------------- | ---------------- | ---------------- | ---------------- | ---------------- | ---------------- | ---------------- | ---------------- |
| 最高気温記録 °C （°F）                                 | 15.6 (60.1)      | 16.3 (61.3)      | 21.7 (71.1)      | 24.6 (76.3)      | 28.5 (83.3)      | 32.3 (90.1)      | 34.9 (94.8)      | 34.7 (94.5)      | 31.0 (87.8)      | 28.7 (83.7)      | 24.2 (75.6)      | 21.7 (71.1)      | 34.9 (94.8)      |
| 平均最高気温 °C （°F）                                 | 8.4 (47.1)       | 9.8 (49.6)       | 14.6 (58.3)      | 18.8 (65.8)      | 21.0 (69.8)      | 24.3 (75.7)      | 29.4 (84.9)      | 29.8 (85.6)      | 27.7 (81.9)      | 20.1 (68.2)      | 16.6 (61.9)      | 11.9 (53.4)      | 19.37 (66.85)    |
| 日平均気温 °C （°F）                                   | 5.9 (42.6)       | 6.9 (44.4)       | 11.8 (53.2)      | 15.0 (59)        | 17.2 (63)        | 21.1 (70)        | 25.9 (78.6)      | 26.4 (79.5)      | 24.7 (76.5)      | 17.6 (63.7)      | 14.0 (57.2)      | 9.3 (48.7)       | 16.32 (61.37)    |
| 平均最低気温 °C （°F）                                 | 3.2 (37.8)       | 3.7 (38.7)       | 8.9 (48)         | 11.8 (53.2)      | 14.2 (57.6)      | 18.7 (65.7)      | 23.2 (73.8)      | 24.2 (75.6)      | 22.5 (72.5)      | 15.3 (59.5)      | 11.2 (52.2)      | 6.9 (44.4)       | 13.65 (56.58)    |
| 最低気温記録 °C （°F）                                 | −2.9 (26.8)      | −0.9 (30.4)      | 1.1 (34)         | 3.3 (37.9)       | 8.6 (47.5)       | 13.6 (56.5)      | 18.2 (64.8)      | 18.3 (64.9)      | 15.5 (59.9)      | 9.4 (48.9)       | 5.7 (42.3)       | −0.4 (31.3)      | −2.9 (26.8)      |
| 降水量 mm （inch）                                     | 31.5 (1.24)      | 66.0 (2.598)     | 182.5 (7.185)    | 143.5 (5.65)     | 272.5 (10.728)   | 392.5 (15.453)   | 144.5 (5.689)    | 347.5 (13.681)   | 137.5 (5.413)    | 169.5 (6.673)    | 80.5 (3.169)     | 59.5 (2.343)     | 2,027.5 (79.822) |
| 平均降水日数 （≥1.0mm）                                | 5                | 7                | 12               | 7                | 11               | 11               | 5                | 16               | 11               | 9                | 6                | 6                | 106              |
| 出典：過去の気象データ検索 気象庁、2024年2月14日時点。 |                  |                  |                  |                  |                  |                  |                  |                  |                  |                  |                  |                  |                  |

## 主な町、町内会
山側から
- 七尾町 - 山側。静岡県道102号十国峠伊豆山線が走る。県営七尾団地などがある。
- 仲道町 - 中心部。静岡県道102号十国峠伊豆山線が走る。熱海市立伊豆山小学校、伊豆山神社などがある。
- 岸谷町 - 心像めぐみ共同作業場などがある。熱海市伊豆山土石流災害のもっとも被害が大きかった地区。
- 浜町 - 海沿い。熱海ビーチライン、国道135号が走る。伊豆山郵便局などがある。

これらの町内会は、伊豆山神社例大祭で使われる（七尾町は町内で、祭りがある）。

## 出身・ゆかりのある人物
- 浜田三郎（静岡県多額納税者、温泉旅館業、相模屋社長）[3]
- 浜田禎介（伊豆山観光協会長、相模屋社長）[4]